# 宜必思酒店
宜必思酒店（法文：Hotel Ibis），是一家跨國酒店集團，為雅高集團（Accor）旗下經濟型連鎖酒店品牌。

## 品牌由來
由于朱鹮英文名称（ibis）的发音为['aɪbɪs]，所以很多人也采用同样的发音称呼该酒店。不过源于法语的发音应为['ibis]，故其中文音译为“宜必思”。
宜必思品牌其第一間飯店，於法國波爾多（Bordeaux）在1974年開業，2024年為該品牌慶祝成立50週年。
宜必思品牌家族（ibis family）中有紅色的 ibis 宜必思、綠色的ibis styles 宜必思尚品、藍色的ibis budget 宜必思快捷。
在亞洲地區，與多個飯店集團合作，例如泰國由愛侶灣酒店集團（The Erawan Group）、韓國為大使集團（Ambassador Hotel Group）、中国大陆为华住集团特許經營。

## 酒店位置
據統計，全球有超過1000間宜必思酒店。其中約一半在法國。

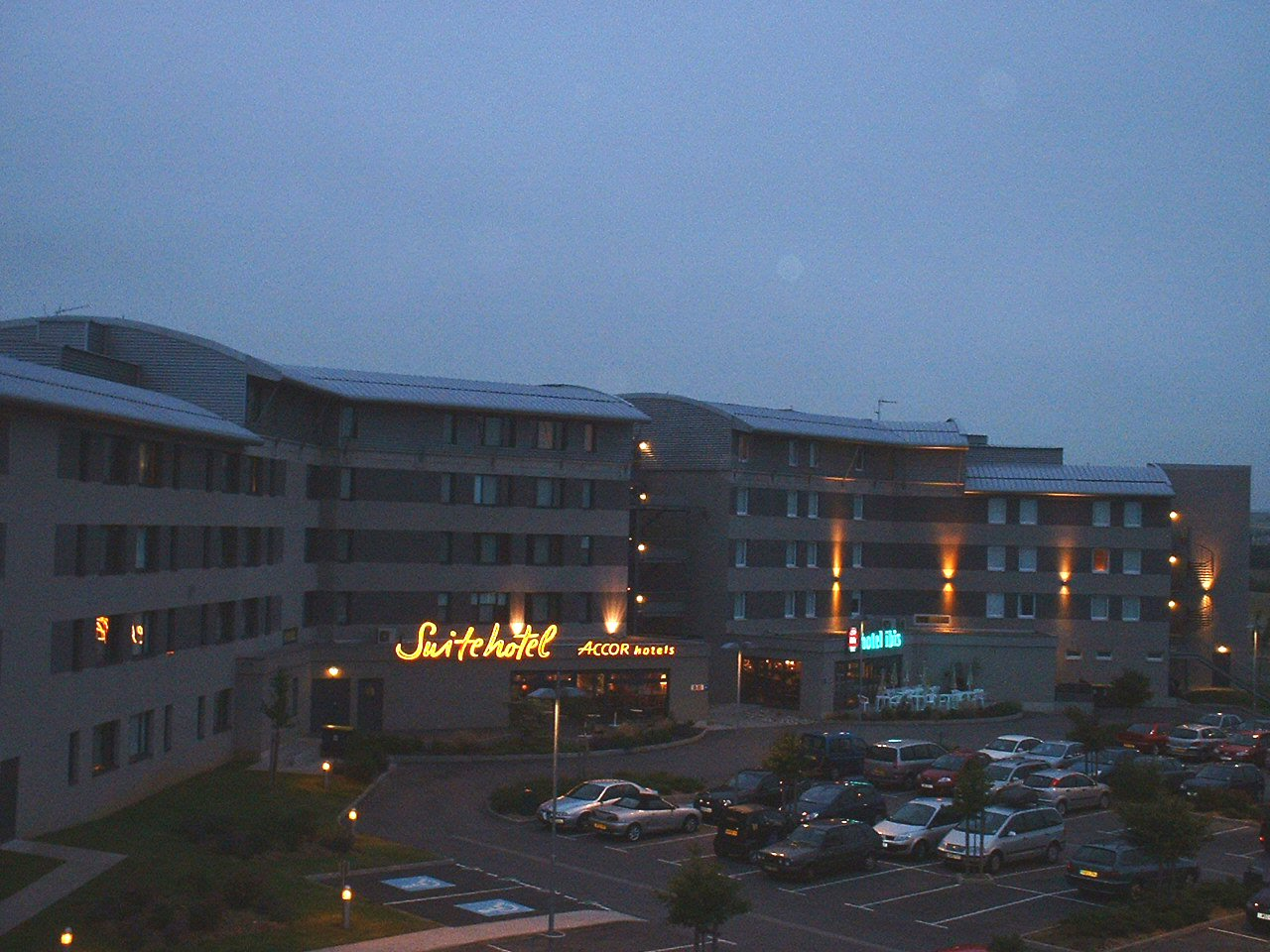
Ibis and Suitehotel at Coquelles, France's Centre Hotellier

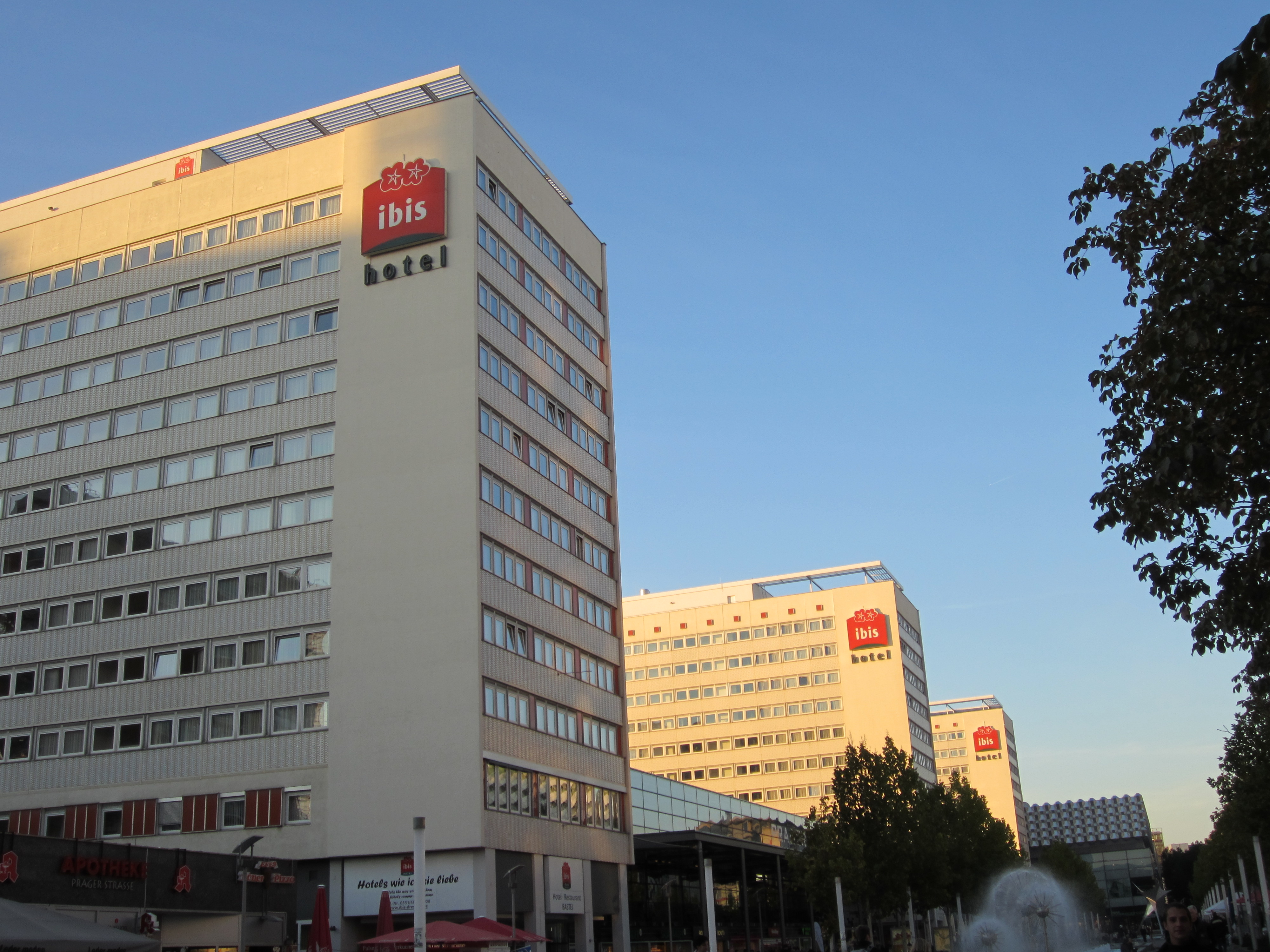
位于德国德累斯顿中心城区的三间宜必思酒店

### 美洲
- 阿根廷
- 巴西
- 智利
- 哥伦比亚
- 墨西哥
- 巴拉圭
- 秘魯
- 乌拉圭

### 非洲
- 阿尔及利亚
- 喀麦隆
- 衣索比亞
- 摩洛哥
- 莫桑比克
- 奈及利亞
- 多哥
- 突尼西亞

### 亞洲與太平洋
| - 中国 - 香港 - 马来西亚 - 印度 | - 印度尼西亞 - 日本 - 新西兰 - 緬甸 | - 新加坡 - 泰國 - 臺灣（註：已結業，暫時尚未有該品牌分店營運） |

### 歐洲
| - 安道尔 - 奥地利 - 比利时 - 捷克 - 法國 - 德国 - 匈牙利 - 爱尔兰 | - 義大利 - 盧森堡 - 摩納哥 - 荷蘭 - 波蘭 - 葡萄牙 - 羅馬尼亞 - 俄羅斯 | - 斯洛伐克 - 西班牙 - 瑞典 - 瑞士 - 土耳其 - 英国 - 乌克兰 |

### 中東
| - 约旦 - 科威特 | - 阿曼 - 阿联酋 |  |

## 外部連結
- 宜必思酒店（中文）